# Niedertemperaturheizkörper
Niedertemperaturheizkörper, in der Laiensprache auch Wärmepumpenheizkörper genannt, sind Heizkörper, die sich für das Zusammenspiel mit einer Wärmepumpe oder mit einem thermischen Solarkollektor eignen und im Betrieb niedrige Vorlauftemperaturen ermöglichen. Im Zusammenspiel mit einem Gas-Brennwertgerät werden Niedertemperaturheizkörper zudem für wirksame Raumwärmeverteilungen eingesetzt, um eine optimale Effizienz bei Gasheizungsanlagen herbeizuführen. 

## Begriffsbestimmungen, nähere begriffliche Eingrenzungen
Das physikalisch Besondere an Niedertemperaturheizkörpern ist, dass mit ihnen – stärker als mit anderen Heizkörpertypen – versucht wird, infrarote Wärmestrahlung als Wärmeübertragungsart in zu beheizenden Räumen mit Vorrang zur Wirkung zu bringen, während die Konvektion erst an zweiter Stelle rangiert. Im Vergleich zum konventionellen Heizen mit Rippenheizkörpern wird für Niedertemperaturheizkörper konstruktiv eine vergleichsweise größere Oberfläche erforderlich. Durch eingebaute Leitbleche wird die Wärme dann in den Raum abgestrahlt.
Der wichtigste Bestandteil der Niedertemperaturheizkörper ist der Aluminium-Kupfer-Wärmetauscher. Darüber hinaus können im Heizkörper elektrisch betriebene Lüfter integriert sein, die die Konvektion und somit die Wärmeübertragungsleistung um ein Mehrfaches erhöhen.
Die Heizkörper werden als Alternative zur Fußbodenheizung verwendet, da sie reaktionsschnell auf Temperaturschwankungen reagieren. Im Vergleich zu konventionellen Heizkörpern sind Niedertemperaturheizkörper zudem sehr energieeffizient.

## Zusammenspiel mit einer Wärmepumpe

### Die Vorlauftemperatur als maßgebender Parameter des Wärmepumpenwirkungsgrades
Der Wirkungsgrad der Wärmepumpe hängt maßgeblich von der Vorlauftemperatur ab. Je niedriger die Vorlauftemperatur beim Heizen ist, desto effizienter kann die Wärmepumpe arbeiten. Niedertemperaturheizkörper eignen sich insbesondere für den Betrieb mit niedrigen Vorlauftemperaturen von 30 °C bis 45 °C zum Heizen (sowie 5 °C bis 15 °C zum Kühlen), da sie beim Heizen trotz der vergleichsweise geringen Wassertemperatur eine hohe Wärmeübertragungsleistung in die Raumluft hinein erzielen können. Die Heizkörper erhöhen die Effizienz der Anlage und reduzieren den Energieverbrauch und die Energiekosten. In schwierigeren Gebäudekonstellationen können die Vorlauftemperaturen zum Heizen bis auf 55 °C und höher hinauf reichen. In solchen Fällen kann die Wärmepumpe in ihren Möglichkeiten nicht ganz so optimal ausgeschöpft werden.

### Spezieller Praxisfall: Kühlen (statt Heizen) mit Niedertemperaturheizkörpern
Viele Niedertemperaturheizkörper können in Kombination mit einer Wärmepumpe mit Kühlfunktion kühlen. Hierbei wird zwischen einer trockenen und feuchten Kühlung unterschieden. Trockene Kühlung setzt voraus, dass die Vorlauftemperatur zum Kühlen nicht unter jene fällt, bei der Kondensat anfallen würde.
Bei der feuchten Kühlung wird die Vorlauftemperatur so weit reduziert, dass die in der Luft gelöste Feuchtigkeit am Heizkörper kondensiert. Die Feuchtigkeit wird dann durch eine Kondensatwanne im Heizkörper aufgefangen.